# Tin Tun
Tin Tun est un boxeur birman et dissident politique né le 20 novembre 1944 à Rangoun.

## Boxe birmane
(octobre 2012).
Tin Tun est un pratiquant de Lethwei (boxe birmane). Il a eu comme élève, Maung Gyi, auquel il a appris le dha môn (sabre môn) et le dhot môn (pratique des bâtons de combat).

## Boxe anglaise
Tin Tun a remporté la médaille de bronze dans la catégorie des poids coqs lors des Jeux asiatiques de 1962 organisés à Jakarta.
Il a également pris part aux épreuves de boxe aux Jeux olympiques d'été de 1964 organisés à Tokyo dans la catégorie des poids plumes. Après avoir gagné ses deux premiers combats, il a perdu en quart de finale contre l'Allemand Heinz Schulz et terminé au 5e rang de la compétition (à égalité avec d'autres boxeurs). C'est l'un des meilleurs résultats de la Birmanie aux Jeux olympiques.
Il a ensuite participé aux épreuves de boxe aux Jeux olympiques d'été de 1968 organisés à Mexico dans la catégorie des poids légers. Exempté du premier tour, il a perdu au deuxième tour contre le Péruvien Luis Minami (en).

## Activités politiques
Selon la Democratic Voice of Burma, Tin Tun a été emprisonné en 1993 par la junte birmane pour avoir lu un exemplaire du journal Khit Pyaing (Nouvelle ère) publié par des militants exilés et interdit en Birmanie. Il a été libéré en 2004 en raison de sa mauvaise santé,.